# I. A třída Brněnského kraje 1957/1958
I. A třída Brněnského kraje 1957/1958 byla jednou ze skupin 4. nejvyšší fotbalové soutěže v Československu. O titul přeborníka Brněnského kraje soutěžilo 14 týmů každý s každým tříkolově od března 1957 do června 1958. Tento ročník začal v neděli 31. března 1957 a skončil ve čtvrtek 26. června 1958 utkáním TJ Slovan Staré Brno – TJ Slavoj Vyškov 7:1 (poločas 3:0). Jednalo se o 9. z 11 ročníků soutěže (1949–1959/1960). V letech 1949–1956 se hrálo systémem jaro–podzim dle sovětského vzoru. Od sezony 1958/59 se hrálo opět systémem podzim–jaro, jak tomu bylo do sezony 1947/48.

## Nové týmy v sezoně 1957/1958
- Z Oblastní soutěže 1956 – sk. D (III. liga) sestoupilo mužstvo TJ Slavoj Vyškov.
- Ze skupin I. B třídy Brněnského kraje 1956 (V. liga) postoupila mužstva TJ Slavia Žabovřesky (vítěz skupiny A),[5] TJ Slovan Staré Brno (vítěz skupiny B)[5] a TJ Rudá hvězda Brno „B“ (2. místo ve skupině B).[5]

## Konečná tabulka
| Poř. | Tým                         | Z  | V  | R  | P  | VG  | OG  | B  |
| ---- | --------------------------- | -- | -- | -- | -- | --- | --- | -- |
| 1.   | TJ Slavia Žabovřesky (N)    | 39 | 26 | 4  | 9  | 135 | 82  | 56 |
| 2.   | TJ Spartak Adamov           | 38 | 23 | 7  | 8  | 131 | 60  | 53 |
| 3.   | TJ Rudá hvězda Brno „B“ (N) | 39 | 19 | 11 | 9  | 102 | 69  | 49 |
| 4.   | TJ Spartak Židenice         | 39 | 21 | 4  | 14 | 104 | 67  | 46 |
| 5.   | TJ Slovan Staré Brno (N)    | 39 | 17 | 11 | 11 | 96  | 80  | 45 |
| 6.   | TJ Spartak Líšeň            | 39 | 17 | 8  | 14 | 81  | 81  | 42 |
| 7.   | TJ Spartak I. brněnská      | 39 | 19 | 3  | 17 | 82  | 74  | 41 |
| 8.   | TJ Slovan Moravská Třebová  | 39 | 15 | 10 | 14 | 89  | 94  | 40 |
| 9.   | TJ Spartak Boskovice        | 39 | 13 | 13 | 13 | 64  | 65  | 39 |
| 10.  | TJ Spartak Metra Blansko    | 39 | 15 | 3  | 21 | 84  | 115 | 33 |
| 11.  | TJ Slovan Ivančice          | 39 | 13 | 6  | 20 | 89  | 114 | 32 |
| 12.  | TJ Slovan Břeclav           | 39 | 13 | 2  | 24 | 66  | 94  | 28 |
| 13.  | TJ Slavoj Vyškov (S)        | 38 | 9  | 4  | 25 | 79  | 137 | 22 |
| 14.  | TJ Spartak KPS Brno „B“     | 39 | 7  | 4  | 28 | 63  | 133 | 18 |

Poznámky:
- Z = Odehrané zápasy; V = Vítězství; R = Remízy; P = Prohry; VG = Vstřelené góly; OG = Obdržené góly; B = Body; (S) = Mužstvo sestoupivší z vyšší soutěže; (N) = Mužstvo postoupivší z nižší soutěže (nováček)
- Odložené utkání mezi Spartakem Adamov a Slavojem Vyškov nakonec nebylo sehráno, jelikož o postupujících a sestupujících mužstvech již bylo rozhodnuto.

|  | Postup do Oblastní soutěže 1958/1959 – sk. D (III. liga)         |
|  | Sestup do skupin I. B třídy Brněnského kraje 1958/1959 (V. liga) |